# Samuel Lampel

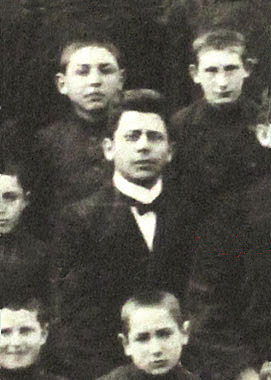
Samuel Lampel um 1910 mit Schülern der Israelitischen Erziehungsanstalt Ahlem

Samuel Lampel (geboren 3. Februar 1884 in Berlin; deportiert am 13. Juli 1942 nach „Osten“ und vermutlich in Auschwitz ermordet) war ein deutsch-jüdischer Kantor, Lehrer und Komponist.

## Leben

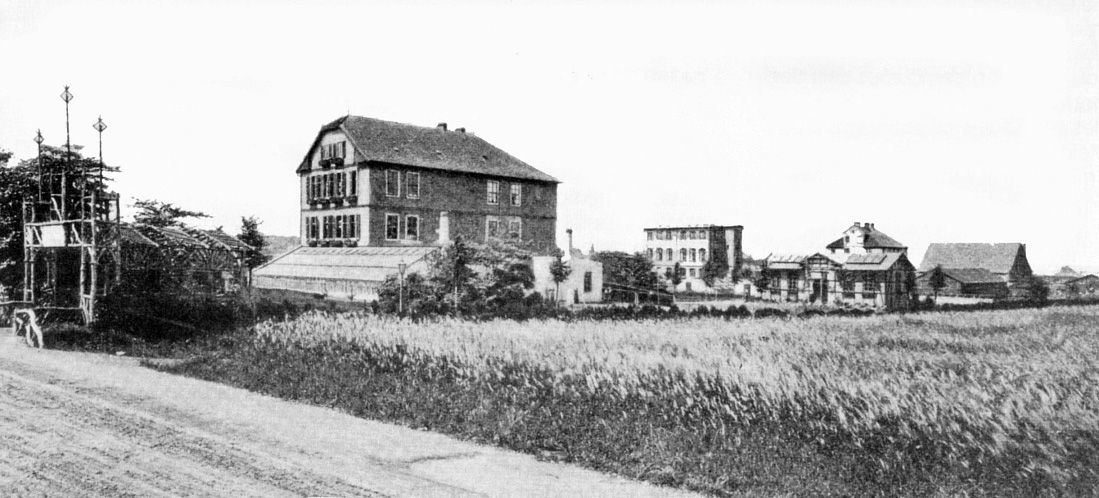
Die Ahlemer Schule um 1900

Samuel Lampel wurde unehelich geboren, kam zu einer Pflegefamilie und wuchs im Berliner Scheunenviertel auf. Mit elf Jahren ermöglichte ein Wohltätigkeitsverein seine Aufnahme in die Israelitische Erziehungs-Anstalt Ahlem bei Hannover. Nach eineinhalb Jahren wechselte er zur Freischule der Meyer-Michael-Davidschen Stiftung in Hannover.
Nach zwei Jahren Präparandenanstalt der jüdischen Lehrerbildungsanstalt schaffte der Siebzehnjährige die Aufnahmeprüfung zum Lehrerseminar. Nach bestandener erster Lehrerprüfung konnte er 1904 seine erste Stelle als Lehrer und Erzieher an seiner ehemaligen Schule in Ahlem antreten, wo er 1907 seine zweite Lehrerprüfung ablegte.
Er war Klassenlehrer der Klassen 1 (Abschlussklasse) und 4 (Vorbereitungsklasse) und wurde zum Hauptlehrer befördert. Als Leiter des Chores der Schule fühlte er sich bald mehr und mehr der Musik zugetan. Nach zehnjähriger Lehrertätigkeit ging er im April 1914 mit dem Wunsch, Kantor zu werden, zur musikalischen Weiterbildung an die Berliner Musikhochschule. Dazu hatte er die Rückversicherung, bei Misslingen wieder an die Schule zurückkehren zu dürfen.

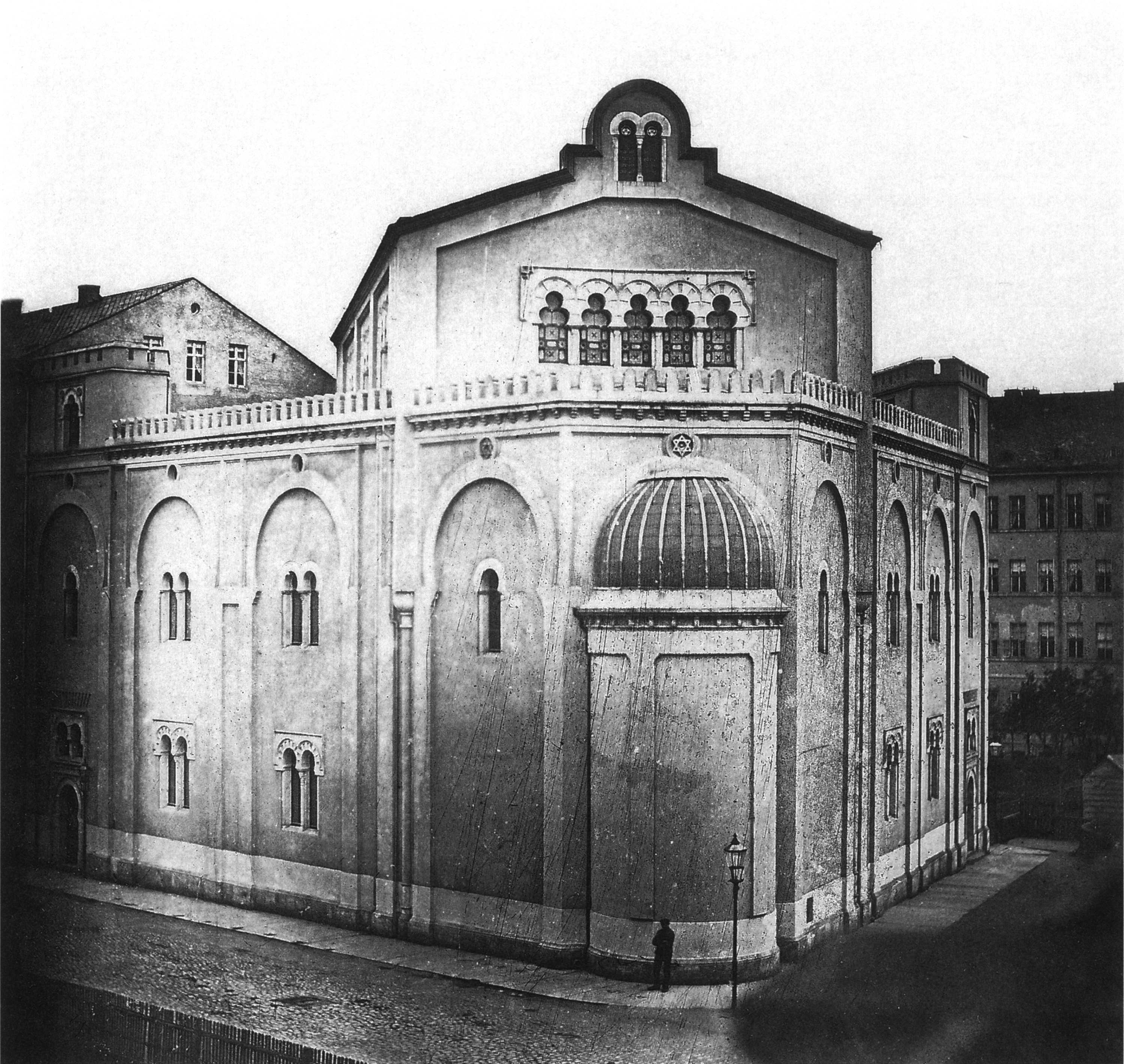
Synagoge Gottschedstr. (um 1860)
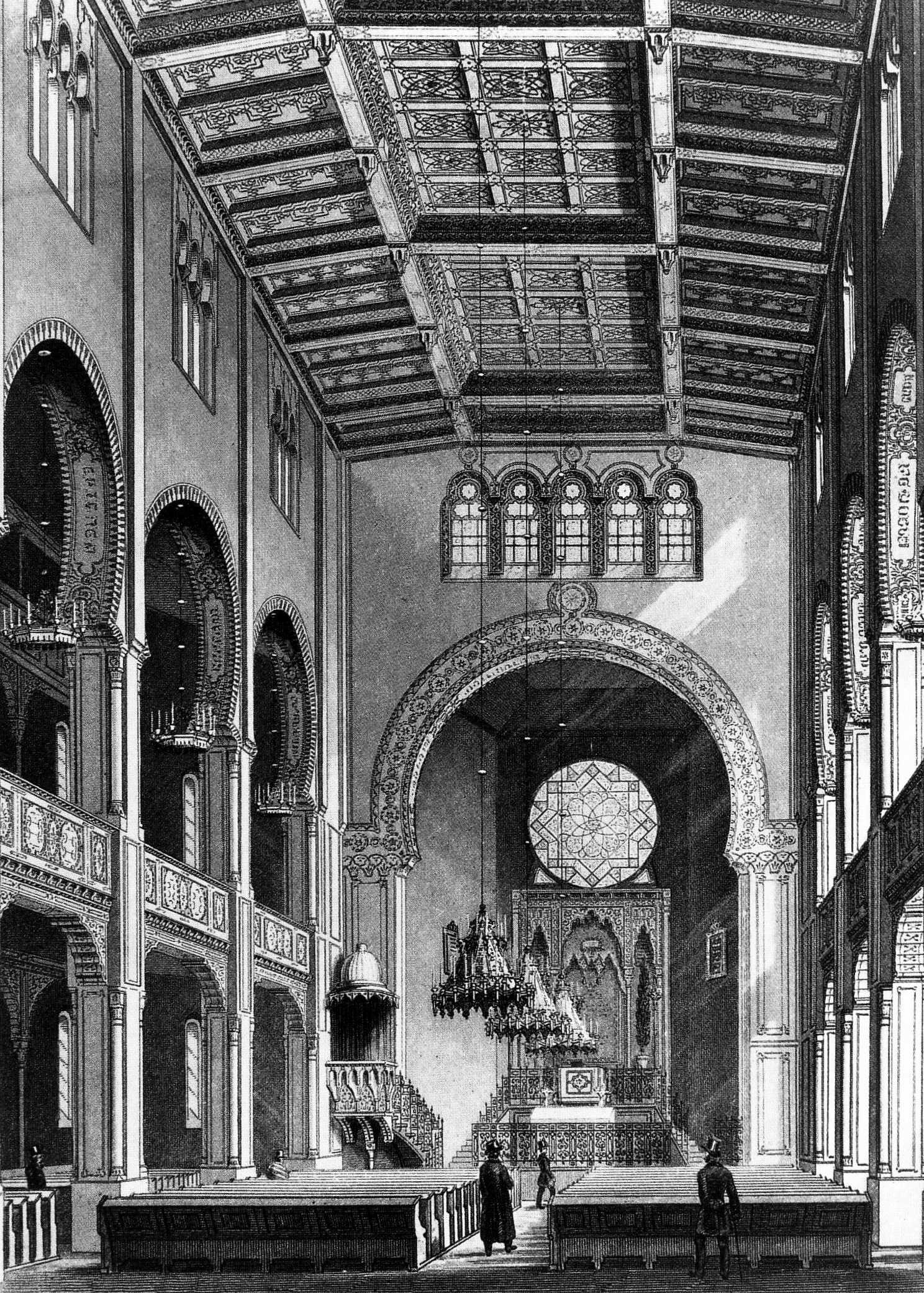
Inneres der Synagoge
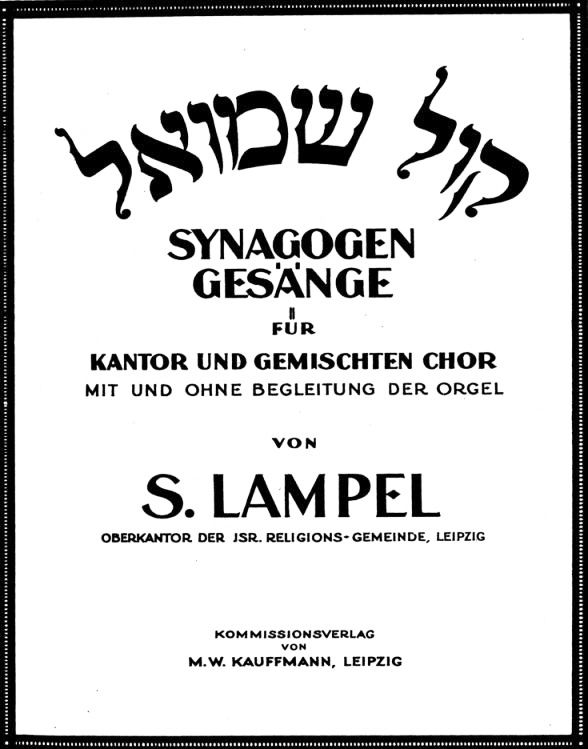
Kol Sch’muel, Synagogengesänge

Im Herbst 1914 erhielt er in Leipzig eine Anstellung als Hilfskantor und wurde noch im gleichen Jahr als Kantor an der Großen Gemeindesynagoge in der Gottschedstraße, die auch Der Tempel genannt wurde, fest angestellt. 1920 wurde er dort Hauptkantor. Über viele Jahre war er die prägende Kantorenpersönlichkeit an der Leipziger Hauptsynagoge. Außerdem erteilte er Unterricht an der Höheren Israelitische Schule in der Gustav-Adolph-Straße.
1927 wurde Lampel zum Oberkantor ernannt. Ein Jahr später gab er eine Sammlung von 57 liturgischen Gesängen mit dem Titel Kol Sch’muel („Die Stimme Samuels“) heraus.

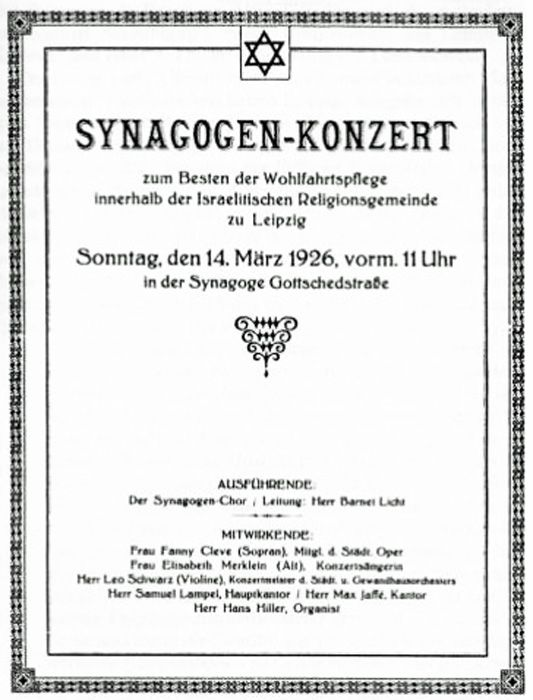
Ankündigung eines Synagogenkonzerts

Um auch Nichtjuden für die Kultur der Synagogen zu interessieren, organisierte er unter anderem mit dem Chorleiter Barnet Licht (1874–1951) Führungen, Vorträge und Konzerte in der Synagoge. Er nutzte auch das Medium Rundfunk, indem er von 1927 bis Anfang der 1930er Jahre für die Mitteldeutsche Rundfunk AG (MIRAG) Sendungen mit Synagogenmusik gestaltete.
Während des Novemberpogroms 1938 wurde auch die Große Gemeindesynagoge in Brand gesteckt und zerstört. Es verblieb die kleinere, in ein Wohnhaus integrierte Brodyer Synagoge in der Keilstraße. An dieser wirkte Lampel nach der Verhaftung der Rabbiner auch als solcher.
Samuel Lampel war verheiratet mit der aus Hannover stammenden Rosa Grünberg (1882–1942). Das Ehepaar hatte den Sohn Werner Lampel (1919–1992), der 1939 nach Großbritannien emigrierte und dort seinen Namen in Herbert Walter Langford änderte.
Samuel Lampel musste mit seiner Frau in ein sogenanntes „Judenhaus“ ziehen, von wo aus das Ehepaar am 13. Juli 1942 „nach Osten“ deportiert und vermutlich in Auschwitz ermordet wurde.

## Werke
- Kol Sch’muel (dt. Die Stimme Samuels). Sammlung von 57 liturgischen Gesängen. Verlag M. W. Kaufmann, Leipzig 1928.
- Synagogale Musik im Leipziger Rundfunk. In: Gemeindeblatt der Israelitischen Religionsgemeinde zu Leipzig. 6. Dezember 1929, nachgedruckt in: Triangel. Das Programmjournal (mdr-kultur), Sept. 1998, S. 42 ff.

## Nachleben

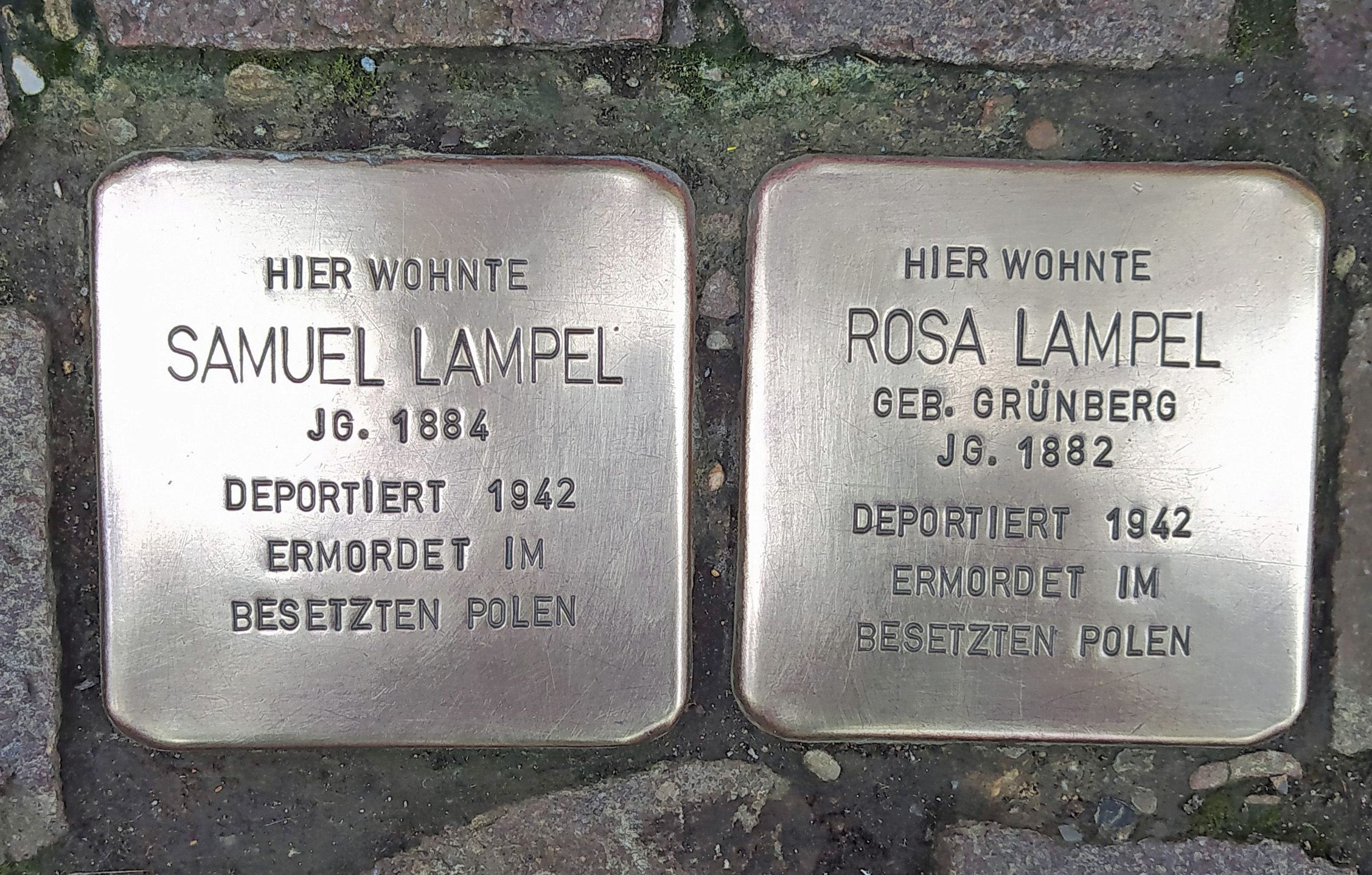
Stolpersteine Ehepaar Lampel
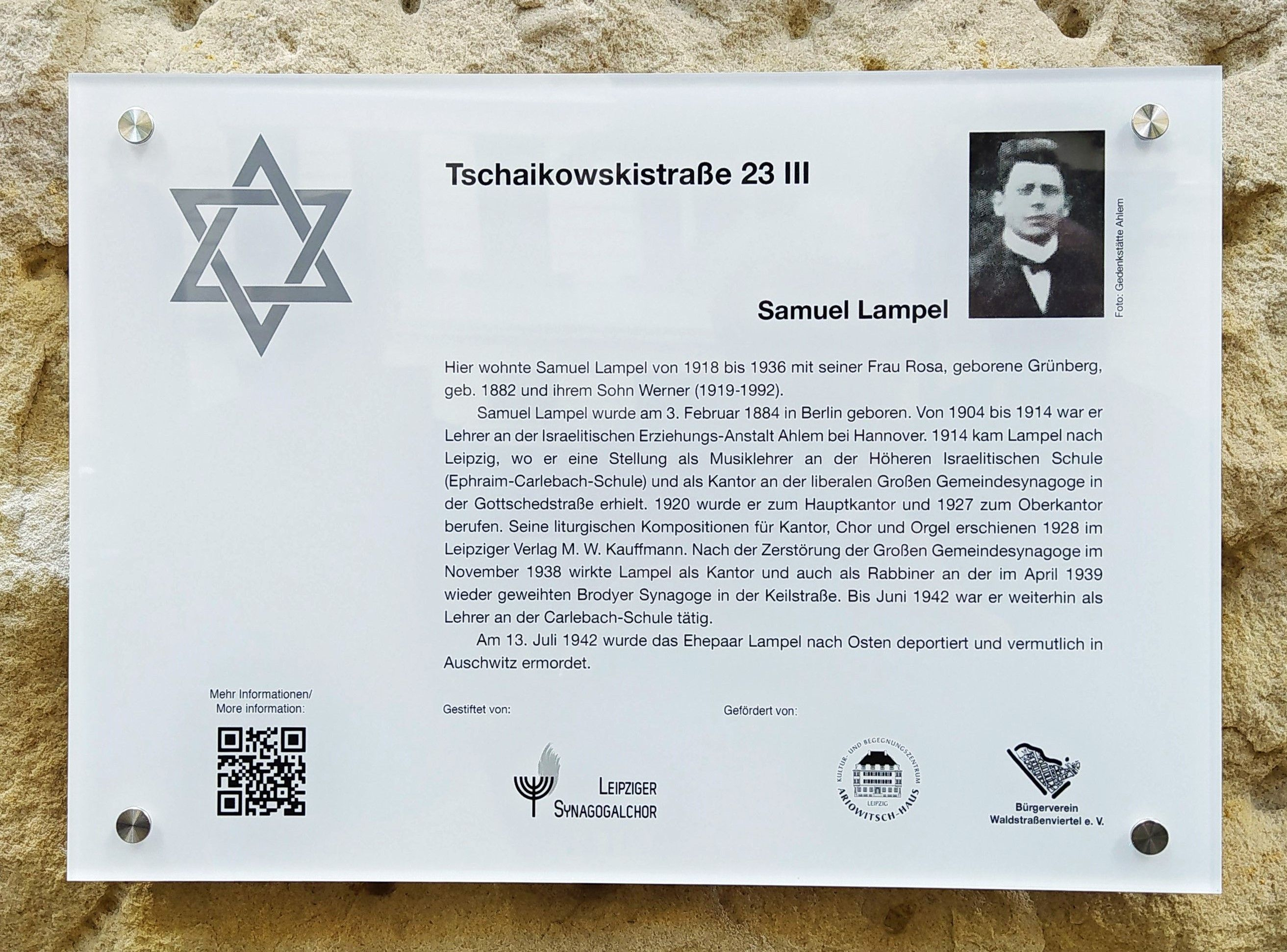
Gedenktafel

- 1992 wurde im Leipziger Ortsteil Mockau-Nord eine Straße Samuel-Lampel-Straße benannt.[1]
- 2014 wurden für das Ehepaar Lampel vor dem ehemaligen Wohnhaus, Tschaikowskistraße 23, Stolpersteine gesetzt.
- 2023 wurde am ehemaligen Wohnhaus eine Gedenktafel angebracht.
- Der Leipziger Synagogalchor hat 2023 unter der Leitung von Philipp Goldmann eine CD mit Lampels Komposition Abendgebet für Schabbat (Leipzig 1928) aufgenommen.